# Jadranka Krajina
Jadranka Krajina (Zagreb, 10. studenog 1966.) je hrvatska kazališna, televizijska i filmska glumica i pjevačica te prije svega radijska voditeljica. Njezin glas se skoro svakodnevno može čuti na televizijskim i radijskim reklamama te mnogobrojnim crtanim filmovima. Uz to je vodila i dječje emisije na državnoj televiziji. Jedna od malobrojnih hrvatskih glumaca s diplomom Londonske akademije (LAMDA). 

## Filmografija

### Televizijske uloge
- "Na granici" kao doktorica Svoboda (2019.)
- "Prava žena" kao žena na groblju (2016.)
- "Glavom kroz zid" kao komšinica (2016.)
- "Vatre ivanjske" kao sutkinja (2015.)
- "Stella" kao medicinska sestra (2013.)
- "Stipe u gostima" kao dr. Mandić (2012.)
- "Najbolje godine" kao Vlasta (2009. – 2011.)
- "Sve će biti dobro" kao konobarica Đurđa (2008.)
- "Zauvijek susjedi" kao apotekarka/Asja (2008.)
- "Ne daj se, Nina" kao Marietta Kralj (2008.)
- "Urota" kao Radoševa ljubavnica (2008.)
- "Dobre namjere" kao čistačica Vera (2007.)
- "Ponos Ratkajevih" kao gospođa na koncertu (2007.)
- "Obični ljudi" kao glumica Beba (2006.)
- "Zabranjena ljubav" kao sluškinja Štefica (2006.)

### Filmske uloge
- "Brija" kao starija žena (2012.)
- "Tumor" kao Darija (2010.)
- "Transatlantic" kao nadzornica (1998.)

### Sinkronizacija
- "Cvrčak i Mravica" kao Anterezija (2023.)
- "Mačak u čizmama: Posljednja želja" kao mama medvjedica (2022.)
- "Susjedstvo Tigrića Danijela" kao Učiteljica Hana i Elenina mama (2020.)
- "FILM Susjedstvo Tigrića Danijela - Želiš li biti naš susjed?" kao Učiteljica Hana i Ivina baka "Nona" (2020.)
- "Dolittle" kao Patka Pat Pat (2020.)
- "Rita i krokodil" kao razni likovi (2019.)
- "Naprijed, Go Jetteri" kao Xuli, planinska koza i paleontologinja (2019.)
- "Zmajić Kokos (serija" kao Kokosova mama Marita i baka Aurelija (2019.)
- "Čudesni park" kao Janina teta Albertine (2019.)
- "Asterix: Tajna čarobnog napitka" kao Minica (2018.)
- "Inspektor Gadget (2015 serija)" kao Telefonska sekretarica [S1EP2], Zlorena [S1EP2], Zlogentica starica u hologramskoj simulaciji [S1EP14], Radnica superštreberskog studija [S1EP22], Kompjuterski glas za ocjenjivanje hologramske simulacije [S1EP23], Zloprogram za meditaciju [S1EP27], Redovnica himalajskog samostana [S1EP29], Bijesne Njujorčanke [S1EP38] i Zlogentica Dona [S1EP40] (2018. – 2019.)
- "Elena i tajna Avalora" kao Rafa (2018.)
- "Majstor Mato" kao Dugi (2017. – 2020.)
- "Žak i Kvak" kao Fluffy (2016.)
- "Violetta" kao Olga Patricija Peña (2015.)
- "Sofija Prva" kao Sir Bartleby, Merryweather, Kraljica Miranda (Sezona 2; Epizoda 25) (2015.)
- "Doktorica Pliško" kao Zdravka (2015.)
- "Ups! Noa je otišao" kao Margareta (2015.)
- "Sara i patka" (2015.)
- "Priča o igračkama: Noć vještica" kao PEZ mačka (2014.)
- "Oblačno s ćuftama 2" (2013.)
- "Phineas i Ferb" kao Linda Flynn (2013., 2020.)
- "Zambezija" kao Pavi, najavljivačica, ptica, Pletilja i ptičja masažica (2012.)
- "MaksimUm" (2010.)
- "Oblačno s ćuftama" (2009.)
- "Sezona lova 2" kao mesarica i gđa. Šlampavski (2008.)
- "Stravičan u Ludi Svijet" (2008.)
- "Neobična zubić vila" kao učiteljica i grof Kromnikova (2008.)
- "Pčelin film" kao najavljivačica, spikerica preko zvučnika, pčelina dama #1, Anna, novinarska osoba #1, maškarica, najavljivačica aerodroma i krava (2007.)
- "Osmjehni se i kreni! i čađa s dva Plamenika" (2007.)
- "Medvjedići dobra srca: Put u Zezograd" kao Šalislav i Željko (2006.)
- "Skatenini i Zlatne dine" (2006.)
- "Ružno pače i ja" (2006.)
- "Auti" kao Minny (2006.)
- "Okretala se i čarolija zrcala" kao Tuty (2004.)
- "Garfield" kao Arlene i mama štakor (2004.)
- "Legenda o medvjedu" kao Stara medvjedica (2003.)
- "Pčelica Maja" kao stonoga, pčela, gusjednica, dijete pčela, ženski kukac s jajašcima, Niki i ličinka (prva sinkronizacija) (2003.)
- "Sinbad: Legenda o sedam mora" (2003.)
- "Medvjedići dobra srca" kao Beba Pepo i Praščić Dobro srce (1997.)
- "Jura iz džungle 2" kao Ritina majka, Ritino dijete, svizac, vrana, Bela i vjeverica (1996.)
- "Čudnovili roditelji" kao Dwight
- "Careva nova škola" kao Chaca i Tipo
- "U vrtu pod zvijezdama" kao Maka Paka, Bumblica
- "Johnny Bravo" kao Bunny Bravo
- "Garfield i prijatelji" kao Bo, Lanolin, Nermal i Liz Wilson
- "Barbie na labuđem jezeru" kao Lila

## Vanjske poveznice
- Jadranka Krajina u internetskoj bazi filmova IMDb-u (engl.)
- Stranica na hnkvz.hr